# Myrakeena angelica
Myrakeena angelica is een tweekleppigensoort uit de familie van de Ostreidae. De wetenschappelijke naam van de soort is voor het eerst geldig gepubliceerd in 1895 door Rochebrune.